# Feliks Majewski
Feliks Majewski fue un deportista polaco que compitió en tiro con arco, en la modalidad de arco recurvo. Ganó cuatro medallas en el Campeonato Mundial de Tiro con Arco al Aire Libre, en los años 1937 y 1938.

## Palmarés internacional
| Campeonato Mundial al Aire Libre | Campeonato Mundial al Aire Libre | Campeonato Mundial al Aire Libre | Campeonato Mundial al Aire Libre |
| Año                              | Lugar                            | Medalla                          | Prueba                           |
| -------------------------------- | -------------------------------- | -------------------------------- | -------------------------------- |
| 1937                             | París (Francia)                  | Medalla de oro                   | Equipo                           |
| 1937                             | París (Francia)                  | Medalla de plata                 | Individual                       |
| 1938                             | Londres (Reino Unido)            | Medalla de plata                 | Individual                       |
| 1938                             | Londres (Reino Unido)            | Medalla de plata                 | Equipo                           |